# Albion Rovers Football Club (Cairnlea)
Albion Rovers FC é um clube de futebol com sede em Cairnlea, Victoria, Austrália. O clube foi formado após a fusão do Royal Park Soccer Club e do Albion Rovers Soccer Club em 1985.
Em 2018, após as renúncias da comissão existente, uma nova diretoria executiva e comissão foram montadas na tentativa de estabilizar o clube. Como parte da nova estratégia de 5 anos do comitê (2018–2022), o clube mudou seu nome de volta para Albion Rovers FC e atualizou seu logotipo. Isso coincidiu com o 50º aniversário do clube e foi visto como um passo importante para se reconectar com a identidade do clube.

## Títulos

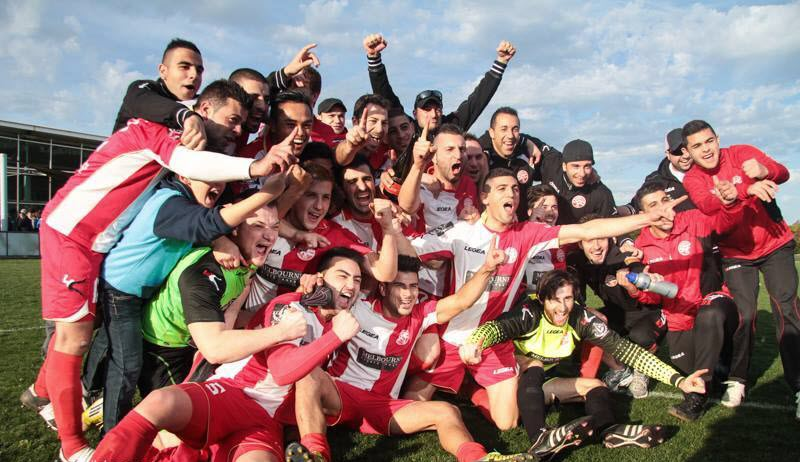
Jogadores do Cairnlea FC comemorando o título da Terceira Divisão do Campeonato Vitoriano, em 2013.

| Estaduais | Estaduais                               | Estaduais | Estaduais  |
|           | Competição                              | Títulos   | Temporadas |
| --------- | --------------------------------------- | --------- | ---------- |
|           | Campeonato Vitoriano - Primeira Divisão | 1         | 1977       |
|           | Campeonato Vitoriano - Segunda Divisão  | 1         | 2001       |
|           | Campeonato Vitoriano - Terceira Divisão | 2         | 1966, 2013 |

### Outras conquistas
- Copa da Turquia - Atatürk Kupasi: 2007